# Nogolí
Nogolí es una localidad del Departamento Belgrano, de la provincia de San Luis, Argentina.
Se encuentra 50 km al norte de la ciudad de San Luis, a orillas del Río Nogolí que nace en las sierras de San Luis.

## Historia
Severino barros sucesor de Osvaldo Fernández  presentó un proyecto que pretendía cambiar el viejo nombre de Nogoli  por el de Hipólito  Irigoyen en el año 1947- Esto llegó a cámara legislativa  iniciando sesión el día 2 de julio de 1947 el presidente titular de diputados  Víctor Endeiza  en comparecencia de veinte diputados y algunos ausentes por licencia dio por abierta la sesión siendo las 9:50 a la vez por secretaria se da la lectura aprobándose recién el 6 de marzo del año 1981 el gobernador de facto Brigadier Hugo Marcilese le devolvió el antiguo nombre por ley 4185.     
hay varios antecedentes que vinculan a Nogoli  como lugar habitado desde 1632.Pero le debemos su fundación al comandante Daniel Polinicio Funes quien dono parte de su estancia para que se delineara el pueblo. Un 24 de noviembre de 1868 el agrimensor de la provincia Mamerto Gutiérrez hace una nota al ministro Berrondo aduciendo que ya había delimitado el pueblo  dejando plano a Funes y otro al gobierno para que estime los recaudos y las acciones a tomar frente a la educación y salud.                        El gobernador de la provincia José Rufino Lucero y Sosa, luego de que una terrible epidemia de cólera afectara a casi la totalidad de la población de la ciudad de San Luis, ordenó delinear el centro poblacional de la localidad con la construcción de un templo católico a cargo del agrimensor Mamerto Gutiérrez.
Con anterioridad a su fundación se quiso hacer un punto de convivencia para los habitantes dispersos en esta región.  En  1861 durante el gobierno de Juan Saa y en consideración a que la crecida población que comprendía el octavo departamento existían diseminadas las personas sin que tuvieran un punto central que les sirviera de cabecera, ni templo, ni edificio alguno que pudiera destinarse al servicio público, se designó en comisión a los señores:
               Coronel Carmen José Domínguez
               Comandante de armas   Coronel José  Gumersindo Calderón
               Teniente coronel Eduardo Moyano
               Agrimensor Gutiérrez
Para que  reconocieran y eligieran  el punto más apropiado para fundar la villa. Poco después la comisión se dirigió al gobernador de la provincia dando cuenta de su gestión, expresando.
Después de una prolija inspección se encontró un plan entre Nogoli y las Vizcacheras, terreno de la propiedad de Fúnez de Madariaga.
“El día 7 de diciembre de 1871 con motivo de su visita  de campaña el señor gobernador Juan Agustín Ortiz Estrada designa una comisión integrada por don Úrsulo Funes, José Baigorria y don Daniel Funes para que se encargue de la obra del templo”
La legislatura con vista al patrimonio cultural y religioso de la provincia, comienza a dictar leyes para que formalmente  sean abaladas todas las obras que se están realizando a medida que transcurre el tiempo. Esta ley dictada el 12 de julio de 1869, Ley N.º 148, alcanza las tierras del octavo departamento debido a lo cual en sus líneas autorizan la construcción del templo. Hermanado  formalmente a la localidad de San Francisco del Monte de Oro, siendo ella el Decanato Norte quien dirigirá las demás  en sus diferentes pueblos.
Art. 1 Autorizar al poder ejecutivo para que haga construir  dos iglesias. Una en villa Nueva,  San Francisco del Monte de Oro y otra en la villa de Nogolí del octavo departamento.
Art.2 Para dicha obra podrá invertir de los fondos  de que habla el inciso  ocho partida sesta de la ley general de presupuesto del año corriente la cantidad que creyere prudente promocionando  la propiedad pública para el excedente de los  gastos al mismo objeto.
Comuníquese, sala de sesiones San Luis. Juan Barbeito,  Presidente    Rafael Cortez.
Finalmente la capilla se terminó de construir  en el año 1891 según datos  trasladados oralmente y corroborados en una de las placas que se encuentra en la capilla, donde el Monseñor Juan Rodolfo Laise   obispo de San Luis da testimonio de este hecho.
En el año 1920 la capilla se encontraba en las mejores condiciones para que se reabrieran las puertas. El Prevístero Justo del Carmen Arseno viendo la magnitud de la obra, solicitó al obispo de cuyo, fraile José Achaval que la bendijera.
En otro orden de las cosas en cuanto a los trabajos de la capilla.  Se puede mencionar también a Don Faustino Fernández y su señora Doña Genara Gez síndicos de la capilla  que también dieron su vida a la razón del cuidado del templo y todos los quehaceres. Ponían a disposición su casa para el obispo Monseñor Tivileti y los demás sacerdotes que concurrían a la sede para celebrar los diferentes oficios religiosos. Frente a la entrada de la capilla, en la puerta, hay dos tumbas  una a la derecha y otra a la  izquierda en homenaje a  don Faustino Fernández y su Sra. doña Genara Gez Miembros de la sociedad que incansablemente obsequiaron sus vidas al servicio de la iglesia Nuestra Señora de las Mercedes.
Educación Histórica
Según los pobladores de la villa, había varios lugares donde se dictó clases antes que se construyera la escuela, históricamente comenzó en 1870 actuando como preceptor don Clemente Espinoza. En diciembre de 1871 se firmó un contrato con don Venancio Quiroga  para terminar la construcción de la escuela, antes la había comenzado don Daniel Fúnez. Don Pablo Pruneda , nombró preceptor de la escuela a don Segundo Moyano. Con la misma fecha, don José Ensinas  entregó una lista de 25 niños que se domiciliaban dentro del radio de una legua del pueblo.
A la vez  que  se construye la escuela, esta funcionaba en la casa de don Zacarías, que había cedido gratuitamente una habitación.  En la casa de don Faustino Fernández parte sur de la plaza también una de la pieza se cree que fue escuela en años anteriores.  Porque cuando se construía la casa encontraron enterradas varias  mini pizarras y varios elementos que utilizaban los alumnos.
Hay una larga lista de maestros  que estuvieron impartiendo sus enseñanzas con la visión de que los niños del pueblo tuvieran las más altas capacitaciones y pudieran ver un futuro más allá del común de la gente  mayor oriunda del lugar. Su propósito era que el saber se aplicara en las cosas simples de la vida y   se proyectaran hacia el mañana sin miedo a lo que se podría  presentarse en el diario vivir.
Entre ellos, los primeros  maestros fueron: Clemente Espinosa, Jacinto Lucero, María Busi, Santo c. Fernández, Paz Muñoz, Parmelio Basconcello, Fernando Soler, Arminda Gez,  María Díaz de Serega,  Tránsito Lucero de Fernández, Sofía Castillo, Luis Gerónimo  Lucero Riera, Sta. Mercedes Panelo, José Amadeo Moyano y otros
En el año 1872 después de la fundación del pueblo surge la puesta en función del Sr. José Domingo Godonar como preceptor y maestro del establecimiento con 14 alumnos en el cuarto de la escuela por no estar terminada la escuela.
El establecimiento  se encontraba en la entrada del pueblo, Lucero Riera se puede decir que fue el primer maestro local de Nogolí,  comienza sus funciones en el año 1911 Año siguiente de su egreso de la Escuela Normal Regional.
Esta persona tubo tres  etapas en su actuación profesional
Primero estuvo como director de la escuela número 176 desde 1911 a 1916
Luego fue director de escuela ambulante “E 5” 1917 a 1925
Y su regreso a su amado pueblo,  deja  la escuela ambulante y ejerce la dirección  nuevamente a la escuela 176   desde 1925 hasta su jubilación.
Luis Gerónimo  Lucero Riera en su contexto como maestro y miembro  del pueblo tuvo una mirada fuera de lo común, una mirada amplia sin fronteras adecuándose a las circunstancias y a la pobreza que estaba ligada a la sociedad. Generoso con su trabajos y su saber. Hermanado con esos exhaustivos pensamientos que ligaban al crecimiento de su pueblo para su autosuficiencia, comodidad y cotidianidad.
Nació el 11 de marzo de 1887. Hijo de Pascual Lucero y Doña Cruz Riera muere en 1948
En el año 1921 el Consejo Nacional de Educación convoco a los maestros  de las escuelas primarias  creadas  por la ley N.º 4.874, conocida como la ley de Laínez  a participar de un concurso proponiendo recoger  todo material  disperso que pueda constituir el acervo folklórico argentino. A partir de estas instrucciones los maestros debían  recoger en forma ordenada todas las manifestaciones y  tradiciones populares a lo largo del país. Luis Gerónimo  hizo un trabajo impecable de la localidad. Puesto que le valió el primer premio, que consistía en una medalla de oro y el reconocimiento. Luego  de 24 años le informan que había ganado tal convocatoria  
En octubre de 1947 la compañía La gestora Sa dona el terreno para la construcción del local escolar  con la consigna que sea una escuela hogar. El día 15 de septiembre de 1949 la empresa Cartelone dio comienzo a la construcción de los cimientos  de la nueva escuela ubicada en calle San Martin y Sarmiento. en la mañana fresca del día 2 de abril de 1951 con 19 vecinos y 89 alumnos a la  ocho de la mañana en la nueva galería de la escuela cantando el himno nocional argentino  y el aurora como así también las palabras del presidente de la Nación Juan D. Perón, dio por comenzada las clases en este hermoso y nuevo establecimiento, enorme e imponente ante la serenidad de las sierras  que la rodean

## Población
Contó con 739 habitantes (Indec, 2010), lo que representó un incremento del 33% frente a los 556 habitantes (Indec, 2001) del censo anterior.
Según el censo 2022 la población total de la Comisión municipal fue de 1221 personas. En tanto, el número de viviendas registradas fue de 667.
| Gráfica de evolución demográfica de Nogolí entre 1895 y 2022 |
|                                                              |
| Fuente: Censos nacionales del INDEC                          |